# Torneio de Roland Garros de 1973
O Torneio de Roland Garros de 1973 foi um torneio de tênis disputado nas quadras de saibro do Stade Roland Garros, em Paris, na França, entre 21 de maio e 3 de junho. Corresponde à 6ª edição da era aberta e à 72ª de todos os tempos.

## Finais

### Profissional
| Categoria | Evento    | Campeã(s)(o/ões)                   | Vice-campeã(s)(o/ões)         | Resultado               | Chave(s)  | Chave(s)       |
| --------- | --------- | ---------------------------------- | ----------------------------- | ----------------------- | --------- | -------------- |
| Simples   | Masculino | Ilie Năstase                       | Niki Pilic                    | 6–3, 6–3, 6–0           | principal | qualificatório |
| Simples   | Feminino  | Margaret Court                     | Chris Evert                   | 6–7, 7–6, 6–4           | principal | qualificatório |
| Duplas    | Masculino | John Newcombe Tom Okker            | Jimmy Connors Ilie Năstase    | 6–1, 3–6, 6–3, 5–7, 6–4 | principal | principal      |
| Duplas    | Feminino  | Margaret Court Virginia Wade       | Françoise Durr Betty Stöve    | 6–2, 6–3                | principal | principal      |
| Duplas    | Misto     | Françoise Dürr Jean-Claude Barclay | Betty Stöve Patrice Dominguez | 6–1, 6–4                | principal | principal      |

### Juvenil
| Categoria | Evento    | Campeã(s)(o/ões) | Vice-campeã(s)(o/ões) | Resultado | Chave(s)  | Chave(s)       |
| --------- | --------- | ---------------- | --------------------- | --------- | --------- | -------------- |
| Simples   | Masculino | Víctor Pecci     | Pavel Slozil          | 6–4, 6–4  | principal | qualificatório |
| Simples   | Feminino  | Mima Jaušovec    | Regina Marsikova      | 6–3, 6–2  | principal | qualificatório |